# Lloyd Mondory
Lloyd Mondory (* 26. April 1982 in Cognac) ist ein ehemaliger französischer Radrennfahrer.
Lloyd Mondory wurde 2004 im zweiten Anlauf Profi bei dem späteren französischen ProTeam Ag2r Prévoyance, nachdem er dort schon 2002 und 2003 als Stagiaire fuhr. 2003 konnte er eine Etappe der Tour du Loir-et-Cher gewinnen. Sein erster Sieg für diese Mannschaft gelang ihm 2005 auf der dritten Etappe der Vuelta a Castilla y León. Weitere Etappen bei Rundfahrten gewann er in den Folgejahren bei Paris–Corrèze, dem Étoile de Bessèges und der Burgos-Rundfahrt. Sein bis dahin größter Karriereerfolg gelang ihm 2008 mit dem Gewinn des GP Kanton Aargau, einem Eintagesrennen der hors categorie.
Nachdem die UCI am 10. März 2015 bekannt gab, dass Lloyd Mondory am 17. Februar 2015 bei einer Trainingskontrolle positiv auf das Dopingmittel EPO getestet worden ist, wurde er von seinem Team Ag2r suspendiert. Im Oktober 2015 wurde er vom Anti-Doping-Tribunal des Weltradsportverbandes UCI für vier Jahre gesperrt.

## Erfolge
2003
- eine Etappe Tour du Loir-et-Cher

2005
- eine Etappe Vuelta a Castilla y León

2008
- Grosser Preis des Kantons Aargau
- eine Etappe Paris–Corrèze

2011
- eine Etappe Étoile de Bessèges

2014
- eine Etappe Burgos-Rundfahrt